# MEKO 360
Die MEKO-360-Klasse ist eine Kriegsschiffklasse der deutschen ThyssenKrupp Marine Systems AG. Die Klasse gehört zu der MEKO-Schiffsreihe und wurde in den 1970er Jahren von der Werft Blohm + Voss entwickelt.

## Geschichte
Die Klasse MEKO 360 war die erste der MEKO-Schiffsreihe, die in den 1970er Jahren entwickelt wurde. Das Konzept sah ein modular aufgebautes Schiff vor, das einfach für jeden Kunden neu angepasst werden konnte.

### Aradu
Das erste Schiff, das in Auftrag gegeben wurde, war die nigerianische Aradu, die am 25. Januar 1980 ausgeliefert wurde. Das Schiff entspricht dem Typ MEKO 360 H1. Es ist das größte der nigerianischen Marine.
Wegen schlechter Wartung war das Schiff wiederholt nicht einsatzfähig und hat bis heute (2014) lange Liege- und Reparaturzeiten. 2005 und 2007 konnte die Aradu Fahrten in internationale Gewässer unternehmen, so nahm sie an der 200-Jahr-Feier der Schlacht von Trafalgar und an der 200-Jahr-Feier zu Ehren des brasilianischen Aufstieg als gleichberechtigtes Teil des portugiesischen Mutterlandes teil.

### Almirante-Brown-Klasse, Argentinien
Am 23. Januar 1979 bekam die deutsche Werft von der argentinischen Marine im Rahmen des „Nationalen Schiffbauplanes“ (Plan Nacional de Construcciones Navales) den Auftrag zum Bau von vier Zerstörern des Typs Almirante-Brown auf Basis der MEKO 360. Die Schiffe wurden in den Jahren 1983 im 2. Zerstörergeschwader (heute: Division der Zerstörer) in Dienst gestellt.
Die Ausrüstung der Almirante Brown verzögerte sich durch den Beginn des Falklandkriegs. Die bereits angelieferten Rolls-Royce-Gasturbinen wurden noch im Laufe des 2. April 1982 vom Werftgelände abgeholt und bei einer Spedition zwischengelagert, um sie später an das Fertigungswerk zurückzuschicken, außerdem wurden alle von Rolls-Royce gelieferten konstruktionsrelevanten Unterlagen zurückgefordert und durch die vor Ort tätigen Rolls-Royce-Monteure mitgenommen. Erst zwei Wochen nach dem Kriegsende wurden die Gasturbinen wieder angeliefert und die Rolls-Royce-Techniker nahmen ihre Arbeit wieder auf.
Die Sarandí war im Jahr 2005 das Flaggschiff der argentinischen Marine. Die Klasse wird dort als Zerstörer geführt.

## Einheiten
| Land        | Name                  | Schiffskennung | Kiellegung        | Stapellauf         | In Dienst        |
| ----------- | --------------------- | -------------- | ----------------- | ------------------ | ---------------- |
| Nigeria     | Aradu vorher Republic | F89            | 1. Dezember 1978  | 25. Januar 1980    | 20. Februar 1982 |
| Argentinien | Almirante Brown       | D10            | 8. September 1980 | 28. März 1981      | 26. Januar 1983  |
| Argentinien | La Argentina          | D11            | 30. März 1981     | 25. September 1981 | 4. Mai 1983      |
| Argentinien | Heronia               | D12            | 24. August 1981   | 17. Februar 1982   | 31. Oktober 1983 |
| Argentinien | Sarandi               | D13            | 9. März 1982      | 31. August 1982    | 16. April 1984   |

## Bilder

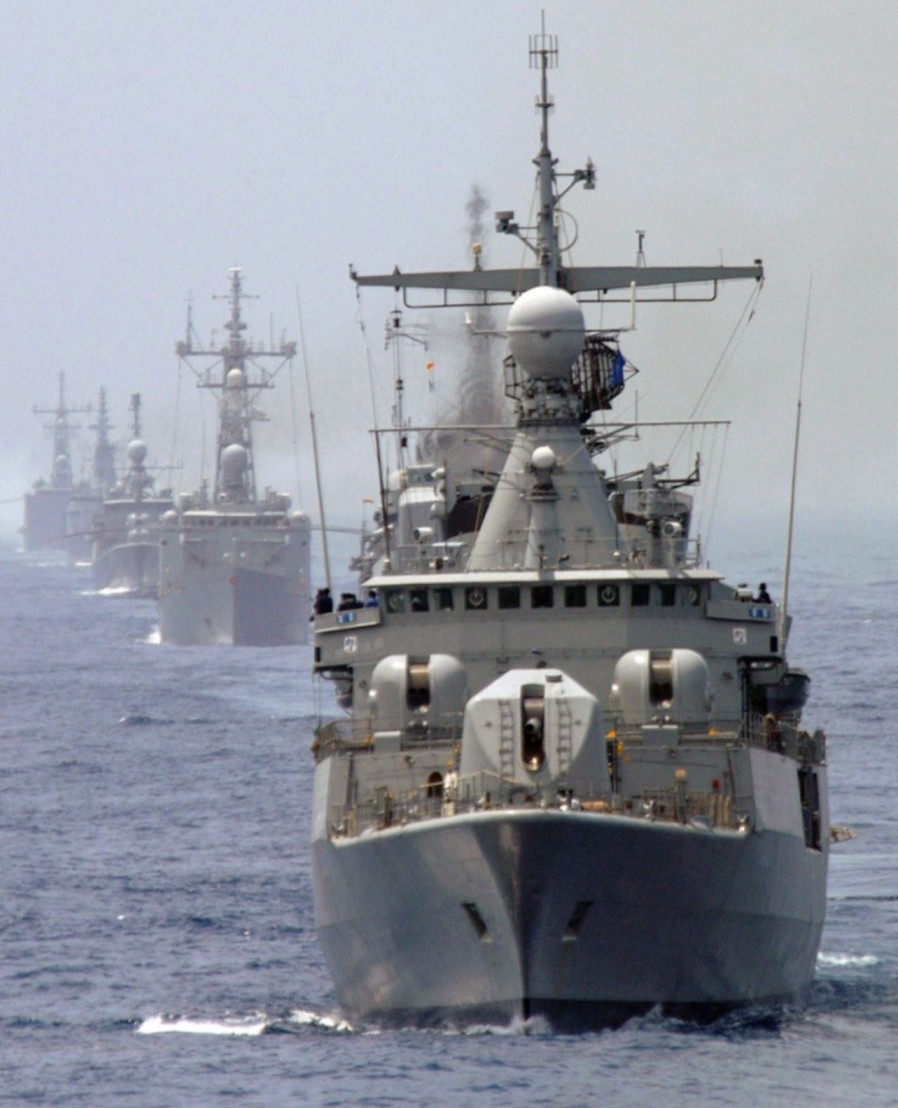
ARA Almirante Brown (D 10)
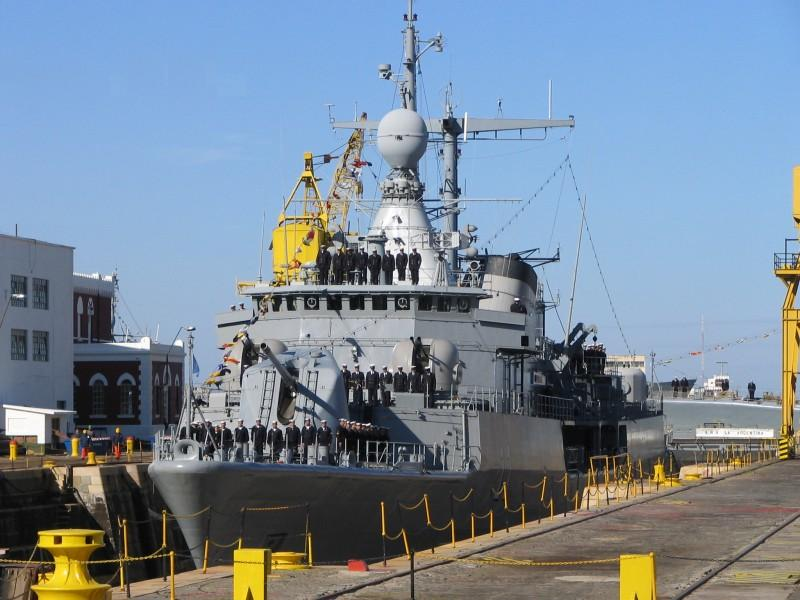
ARA La Argentina (D 11)
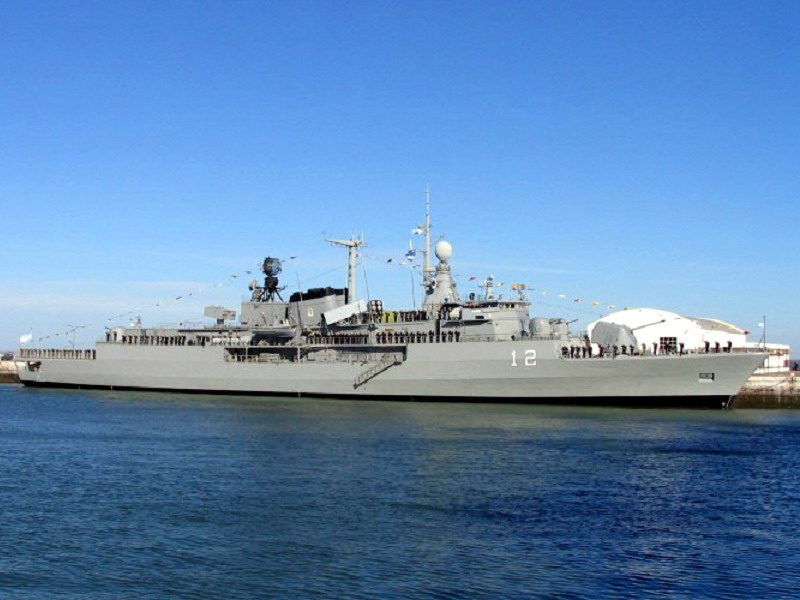
ARA Heroina (D 12)